# Verdes FC
Verdes Football Club – belizeński klub piłkarski z siedzibą w mieście San Ignacio, stolicy dystryktu Cayo. Występuje w rozgrywkach Premier League of Belize. Domowe mecze rozgrywa na obiekcie Norman Broaster Stadium. Jest najstarszym wciąż funkcjonującym klubem piłkarskim w Belize oraz rekordzistą wśród belizeńskich klubów pod względem rozegranych meczów w rozgrywkach międzynarodowych (25).
Klub posiada również sekcję piłki nożnej kobiet o nazwie Verdes Rebels FC oraz sekcję koszykówki o nazwie Verdes Basketball.

## Osiągnięcia
- mistrzostwo Belize (7): 1985/1986, 2007/2008, 2014/2015 C, 2017/2018 O, 2019/2020 O, 2021 (A), 2022 (C), 2023 (C).
- wicemistrzostwo Belize (6): 2006, 2009 S, 2015/2016 O, 2016/2017 C, 2018/2019 O
- superpuchar Belize (1): 2008

## Historia
Klub został założony w 1976 roku pod nazwą Real Verdes. Słowo „verdes” oznacza „zieloni” w języku hiszpańskim i klub od początku istnienia posługuje się właśnie zielonymi barwami. W sezonie 1985/1986 zdobył mistrzostwo Belize. W 1986 roku wystąpił w Pucharze Mistrzów CONCACAF i został tym samym pierwszym zespołem, który reprezentował Belize w rozgrywkach międzynarodowych. Poległ wówczas w dwumeczu już z pierwszym rywalem, bermudzkim PHC Zebras, lecz w pierwszym spotkaniu pokonał rywala 2:1 (było to pierwsze zwycięstwo belizeńskiej drużyny na arenie międzynarodowej). 
W latach 80. i 90. Verdes miał siedzibę w mieście Benque Viejo del Carmen w dystrykcie Cayo i był pierwszym klubem z tej miejscowości w lidze belizeńskiej. Oprócz występów jako Real Verdes grał również w pojedynczych sezonach pod nazwami takimi jak Leslie’s Verdes (od nazwiska ówczesnego właściciela klubu, Tony’ego Leslie) czy Acros Verdes. W 1999 roku klub przeniósł się do stolicy dystryktu, San Ignacio. W 2001 roku zmienił nazwę z Real Verdes na Acros Real Verdes. W 2003 roku powrócił do Benque Viejo del Carmen, by już rok później ponownie przenieść się do San Ignacio. Właścicielem klubu na krótko został wówczas polityk Erwin Contreras, były piłkarz Verdes.
W 2004 roku klub przejęło przedsiębiorstwo Hankook Ltd., wobec czego zmienił on nazwę na Hankook Real Verdes, a później Hankook Verdes FC i Hankook Verdes United. Ponadto w 2007 roku na krótko powrócił do Benque Viejo. W sezonie 2007/2008 Hankook Verdes zdobył tytuł mistrza Belize, dzięki czemu został pierwszym belizeńskim klubem, który wystąpił w rozgrywkach Ligi Mistrzów CONCACAF (po zmianie formatu rozgrywek z Pucharu Mistrzów na Ligę Mistrzów).
W 2012 roku Hankook Verdes przystąpił do nowo powstałych rozgrywek Premier League of Belize. Po pół roku zmienił nazwę na Verdes FC i szybko dołączył do ścisłej czołówki ligowej.
Mecze pomiędzy dwoma największymi klubami belizeńskiej Premier League, a więc Belmopan Bandits FC i Verdes, są traktowane jako krajowe derby i określane mianem „belizeńskiego El Clásico”.

### Rozgrywki międzynarodowe
| Sezon     | Rozgrywki                | Runda | Klub             | Dom | Wyjazd | Ogólnie    |
| --------- | ------------------------ | ----- | ---------------- | --- | ------ | ---------- |
| 1986      | Puchar Mistrzów CONCACAF | 2R    | PHC Zebras       | 2–1 | 0–3    | 2–4        |
| 1987      | Puchar Mistrzów CONCACAF | 1R    | Real España      | 0–2 | 1–6    | 1–8        |
| 1988      | Puchar Mistrzów CONCACAF | 1R    | Cruz Azul        | 0–2 | 2–12   | 2–14       |
| 1991      | Puchar Mistrzów CONCACAF | 1R    | Real España      | 0–1 | 0–5    | 0–6        |
| 1995      | Puchar Mistrzów CONCACAF | 1R    | Municipal        | 0–3 | 0–3    | 0–6        |
| 1997      | Puchar Mistrzów CONCACAF | 1R    | Xelajú MC        | 0–2 | 0–0    | 0–2        |
| 1998      | Puchar Mistrzów CONCACAF | 1R    | Platense         | 0–0 | 0–6    | 4. miejsce |
| 1998      | Puchar Mistrzów CONCACAF | 1R    | Aurora           | 1–2 | 3–2    | 4. miejsce |
| 1998      | Puchar Mistrzów CONCACAF | 1R    | Luis Ángel Firpo | –   | 1–4    | 4. miejsce |
| 2006      | Copa Interclubes UNCAF   | 1R    | Puntarenas       | 1–1 | 0–5    | 1–6        |
| 2008/2009 | Liga Mistrzów CONCACAF   | QR    | Cruz Azul        | 0–6 | 0–6    | 0–12       |
| 2015/2016 | Liga Mistrzów CONCACAF   | Grupa | Querétaro        | 0–0 | 0–8    | 3. miejsce |
| 2015/2016 | Liga Mistrzów CONCACAF   | Grupa | San Francisco    | 2–1 | 0–8    | 3. miejsce |
| 2020      | Liga CONCACAF            | QR    | Arcahaie         | w/o | w/o    | w/o        |
| 2021      | Liga CONCACAF            | QR    | Santos Guápiles  | 0–1 | 1–5    | 1–6        |

## Aktualny skład
Stan na 18 sierpnia 2021.
| Nr | Poz. | Piłkarz                |
| -- | ---- | ---------------------- |
| 5  | PO   | Izon Gill              |
| 7  | NA   | Jesse August           |
| 8  | OB   | Elroy Smith            |
| 9  | NA   | Junior Vargas          |
| 10 | PO   | Jordy Polanco          |
| 11 | OB   | Jahron Myvette         |
| 12 | PO   | Camilo Márquez Fajardo |
| 13 | OB   | Jorge Sánchez          |
| 14 | PO   | Darrel Myvette         |
| 15 | OB   | Norman Anderson        |

| Nr | Poz. | Piłkarz                |
| -- | ---- | ---------------------- |
| 20 | PO   | Wagner                 |
| 21 | PO   | Ronaldo Herrera        |
| 24 | OB   | Christian Sánchez      |
| 25 | NA   | Krisean Lopez          |
| 27 | BR   | Woodrow West (kapitan) |
| 28 | BR   | Charles Tillett        |
| 29 | NA   | Trimayne Harris        |
| 33 | NA   | Edwin Villeda          |
| 99 | OB   | Evral Trapp            |

## Trenerzy
- Nayo Waight (2005)[24]
- Peter Jones (2009)[25]
- Pablo Cacho (2013)[26]
- Pascual Noralez (2013)[27]
- José Lara (2014)[28]
- Marvin Ottley (2014–2015)[29]
- Walter Salazar (2015)[30]
- Marvin Ottley (2015–2019)[31][32][33]
- Martín Dall'Orso (2019–2020)[34][35]
- David Pérez (od 2021)[36]